# シン・ウォンホ (演出家)
シン・ウォンホ（朝: 신원호、英: Shin Won-ho、1975年8月28日 - ）は、韓国のテレビディレクター、プロデューサー。シン・ウォノと表記する場合もある。ソウル大学校出身。『応答せよ』シリーズなどで知られている。

## 作品
- オールドミスダイアリー（朝鮮語版）（2004年–2005年、KBS2）
- ハッピーサンデー（朝鮮語版） – 不朽の名曲（朝鮮語版）（2007年、KBS2）
- ハッピーサンデー（朝鮮語版） – 男の資格（朝鮮語版）（2009年、KBS2）
- 応答せよ1997（2012年、tvN）
- 応答せよ1994（2013年、tvN）
- 恋のスケッチ〜応答せよ1988〜（2015年–2016年、tvN）
- 刑務所のルールブック（2017年、tvN）
- 賢い医師生活（2020年-2021年、tvN）

## 受賞歴
- 2014年 第7回コリアドラマアワード（朝鮮語版）：演出賞（『応答せよ1994』）[4]
- 2016年 第52回百想芸術大賞：監督賞（『恋のスケッチ〜応答せよ1988〜』）
- 2016年 第5回APAN Star Awards：演出賞（『恋のスケッチ〜応答せよ1988〜』）
- 2017年 第2回Asia Artist Awards：ベストクリエイター賞（『恋のスケッチ〜応答せよ1988〜』）